# Duna da Cresmina

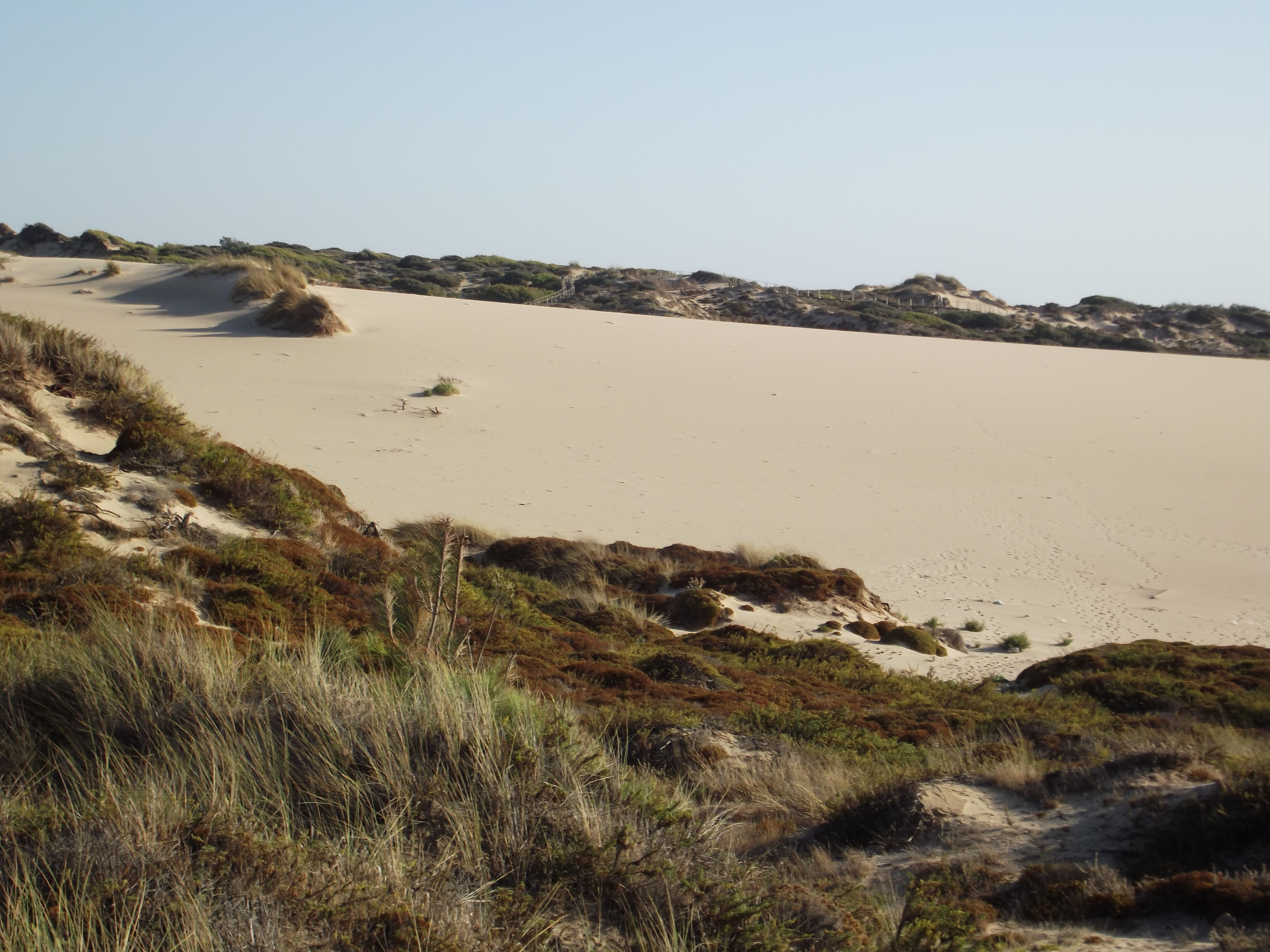
Duna da Cresmina

As dunas do sistema dunar Guincho-Cresmina ou duna da Cresmina são uma pequena parte do complexo Guincho-Oitavos localizado no Parque Natural de Sintra-Cascais, em Portugal. Este sistema dunar é bastante particular pois a areia proveniente das praias do Guincho e da Cresmina retorna ao mar mais a sul – entre Oitavos e Guia, após migrar sobre a plataforma rochosa aplanada do Cabo Raso. Designa-se por corredor eólico dunar Cresmina-Oitavos.
Estende-se por 66 hectares. O sistema é invulgar pelo resultado dos ventos de noroeste.